# Nassau-Dietz
Nassau-Dietz is een tak van het Huis Nassau die ontstond na het overlijden van Jan van Nassau (1536-1606).

## Ontstaan van het graafschap Nassau-Dietz
In 1606 wordt Nassau-Dillenburg verdeeld onder de vijf zonen van Jan VI, waarbij Ernst Casimir (1573-1632) het graafschap Diez (rond het stadje Diez) erft. Hij is dus de stichter van het huis Nassau-Diez, in Nederland Nassau-Dietz genoemd. Het graafschap maakte deel uit van de Nederrijns-Westfaalse Kreits. In 1652 wordt de graaf van Nassau-Dietz tot rijksvorst verheven.

## Hereniging van alle Ottoonse landen
Als de tak Nassau-Hadamar in 1711 uitsterft, komt dit vorstendom aan de overgebleven drie takken: Nassau-Siegen, Nassau-Dillenburg en Nassau-Dietz. Graaf Christiaan van Nassau-Dillenburg treedt op als regent in Hadamar. Met de dood van graaf Christiaan in 1739 is ook de tak Nassau-Dillenburg uitgestorven. In 1620 was Nassau-Beilstein al met Nassau-Dillenburg verenigd. Als dan met Willem Hyacinthus in 1743 ook Nassau-Siegen is uitgestorven kan de vorst van Nassau-Dietz alle landen van de Ottoonse linie herenigen.

## Oranje-erfenis
De achterkleinzoon van Ernst Casimir, Johan Willem Friso van Nassau-Dietz, wordt in 1702 universeel erfgenaam van zijn kinderloos overleden verre neef koning-stadhouder Willem III waarmee de bezittingen van de takken Nassau-Dietz en Oranje-Nassau gedeeltelijk bij elkaar komen. Johan Willem Friso wordt hiermee ook Prins van Oranje.
De titel van Nassau-Dietz wordt daarna in Duitsland vervangen door: Fürst von Nassau-Oranien. In Nederland wordt dat prins van Oranje-Nassau.
De keizerlijke administratie blijft echter de titel Nassau-Dietz of Nassau-Dillenburg gebruiken. Een ander deel van de Oranje-erfenis (graafschap Meurs, graafschap Lingen) gaat naar de koning van Pruisen, die voortaan ook de titel prins van Oranje voert.

## Vorstendom onder vreemde heersers
Bij de Rijnbondacte van 12 juli 1806 werd het graafschap Dietz met onderhorigheden onder de soevereiniteit van het groothertogdom Berg gesteld: de mediatisering. In 1808 werden aan de prins van Oranje alle rechten ontzegd. Na de nederlaag van Napoleon werd in 1813 het oude gezag hersteld. Op 31 mei 1815 sloot de prins van Oranje een verdrag met Pruisen, waarbij hij al zijn Duitse bezittingen aan Pruisen afstond. Nog dezelfde dag stond Pruisen het voormalige vorstendom Diez aan het hertogdom Nassau af.

## Gebied
Het vorstendom Dietz bestaat uit de ambten Diez, Dauborn en Marienberg (tot 1782 deel van de heerlijkheid Beilstein).